# Ringsteken

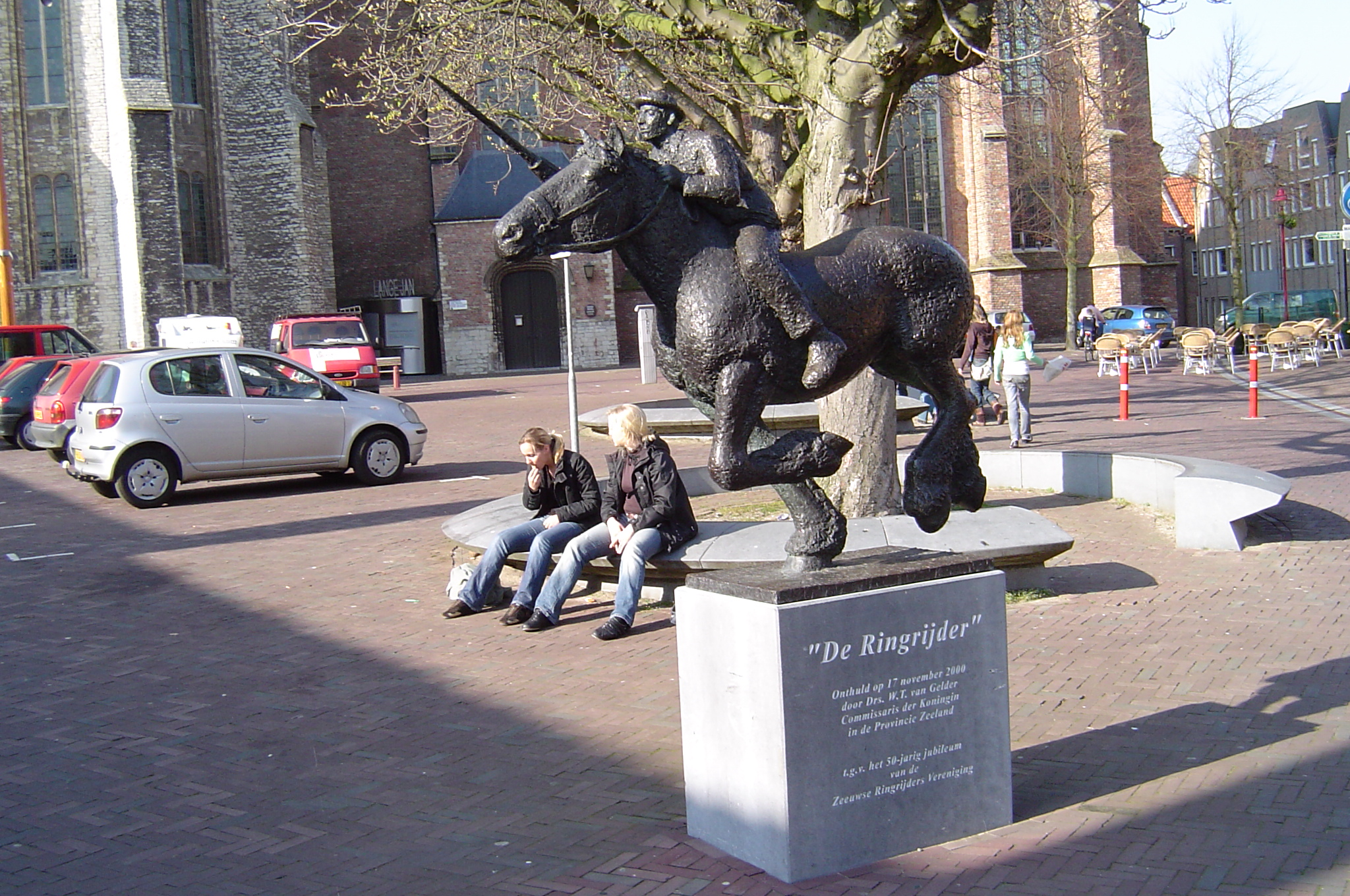
Standbeeld "De Ringrijder" in Middelburg

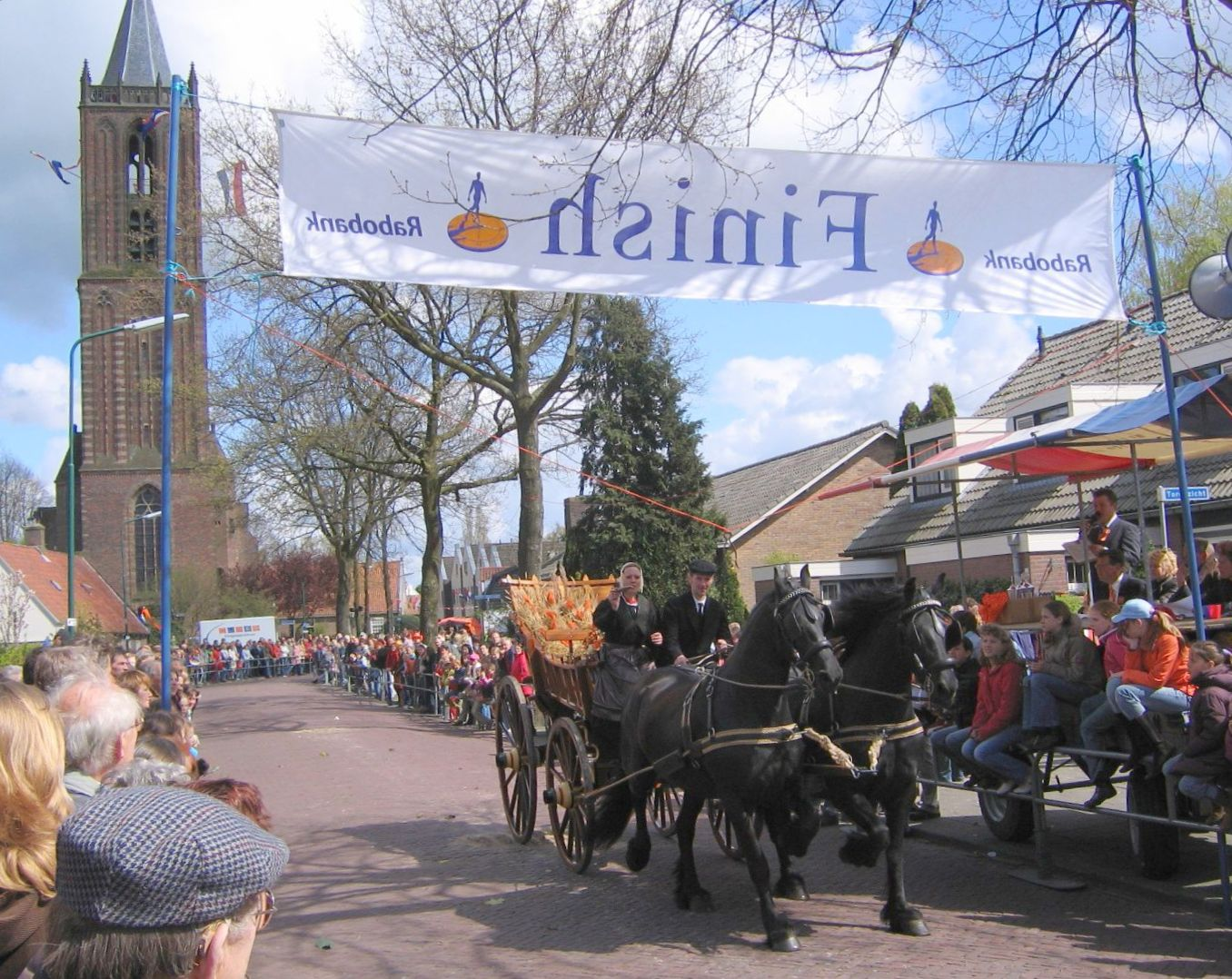
Ringsteken met boerenwagen

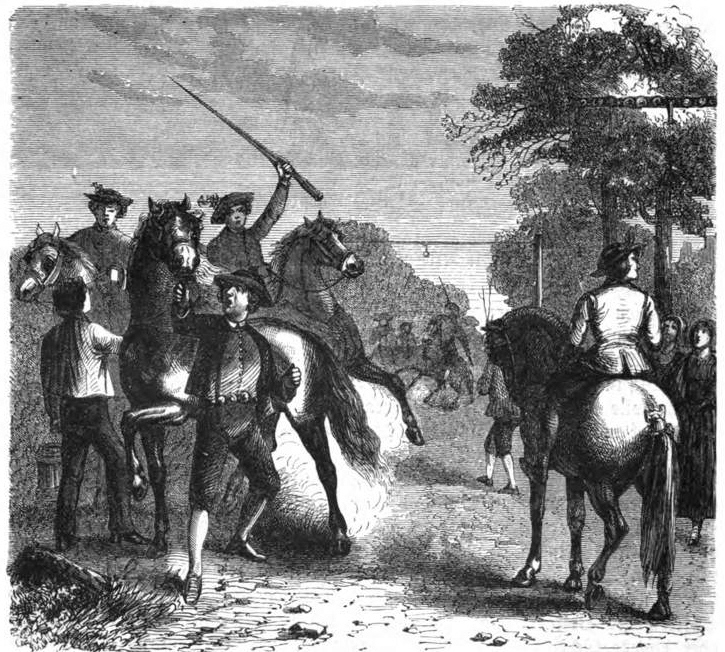
Afbeelding uit: Das festliche Jahr in Sitten, Gebräuchen und Festen der germanischen Völker, 1863

Ringsteken of ringrijden is een folkloristische traditie waarbij men, gezeten te paard of vanaf een aanspanning, een lans door een ring probeert te steken. Deze traditie, die in sommige streken als sport beoefend wordt, komt voor in delen van Nederland, Duitsland en Denemarken. Sommige ringsteekwedstrijden (bijvoorbeeld de Middelburgse) slagen erin veel toeristische belangstelling te wekken.

## Varianten
Het ringrijden kan op meerdere manieren beoefend worden.

### Zeeuwse variant
In de Zeeuwse variant zijn de ringrijders gezeten op een Zeeuws paard. Sinds het oprichten van een vereniging in 1950 en het afspreken van spelregels wordt het ringrijden als een serieuze sport beoefend. De deelnemers zijn traditioneel boeren uit de streek waar het evenement gehouden wordt. Het is een spel waarbij de deelnemer, gezeten op een ongezadeld paard (bij voorkeur een boerenwerkpaard) in galop door de ringbaan rijdt en probeert een lans die hij in de hand heeft door een ring te steken die is opgehangen halverwege de ringbaan, hangend aan een ijzeren bus. De wedstrijdring heeft een doorsnede van 38 mm. Wanneer op het einde van de dag meerdere deelnemers een even groot aantal ringen gestoken heeft start een volgende fase van de wedstrijd; het zogenaamde kampen. Hierbij wordt de wedstrijdring telkens een stap verkleind, tot minimaal 10 mm, en wie de ring mist, valt af.
De Zeeuwse versie voor paren, gezeten in een boerenwagen, heet sjezenrijden, en wordt in wedstrijdverband beoefend.

### West-Friese variant
In West-Friesland zijn de deelnemers gezeten in een met een Fries paard aangespannen sjees. Naast de bestuurder van de sjees zit degene die de ringsteeklans vasthoudt en de ringen steekt. Deze vorm van ringsteken is meer gericht op het folkloristische aspect. Het ringsteken is enige eeuwen geleden ontstaan als spel op jaarmarkten, waar alle boeren zich verzamelden. Tegenwoordig worden er vaak speciale evenementen voor georganiseerd of wordt het ringsteken op Koningsdag uitgevoerd. Vaak gaat het gepaard met ander folkloristisch vertoon, zoals een optocht met historische boerenwagens of een markt met oude ambachten en klederdrachten.

### Overige varianten
- In Zuid Beveland beoefent Ringrijders Vereniging Ons Genoegen uit Wemeldinge het ringrijden nog met de traditionele korte stok. Ook stoeltje-rijden is daar een vast onderdeel van het programma.
- In Ouderkerk aan de Amstel wordt ring gestoken vanaf trekkers en motoren en vanuit auto's.
- In Ouderkerk aan de IJssel en Lekkerkerk vindt met Koningsdag een wedstrijd plaats waarbij de deelnemers ringsteken vanaf allerlei voertuigen.
- Een variant van ringsteken is tonnetje steken.

## Afbeeldingen

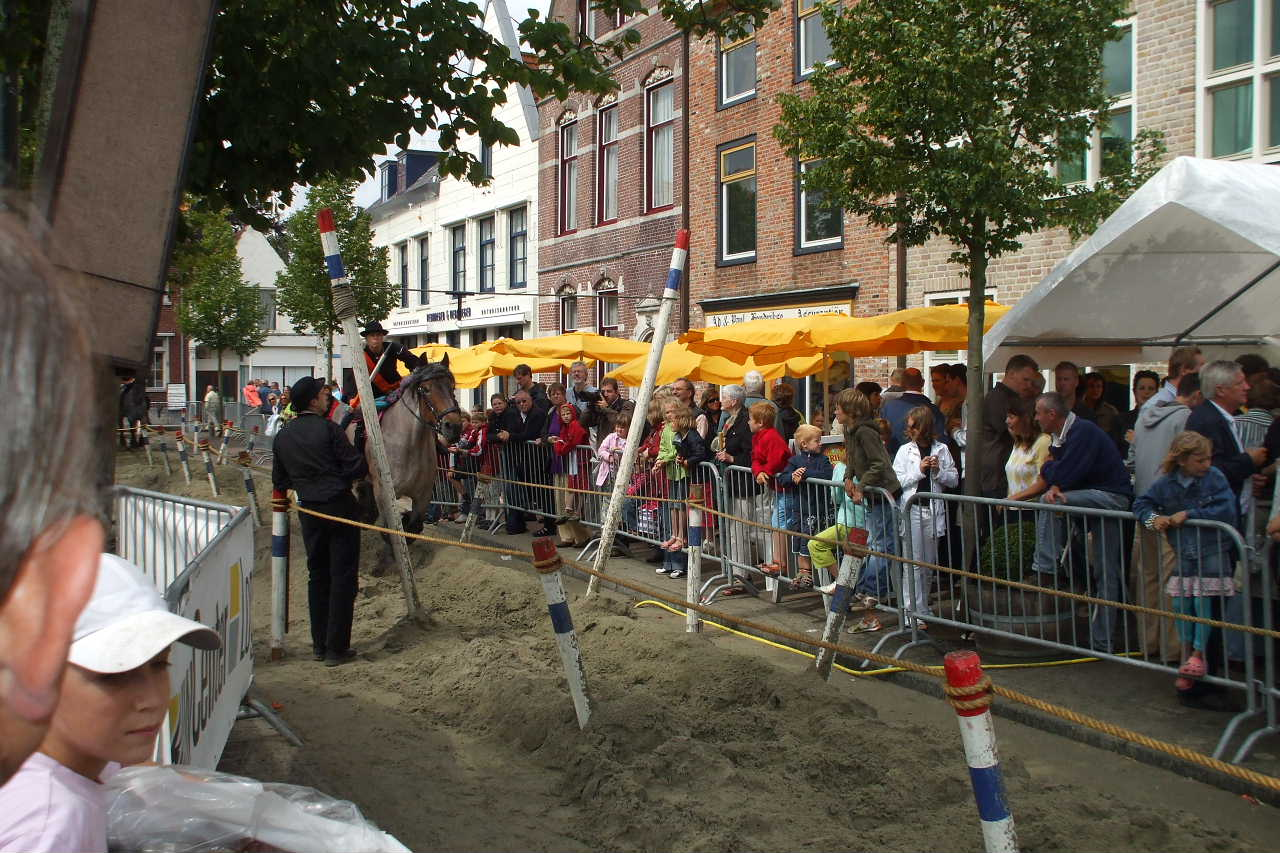
Zeeuws ringrijden, IJzendijke
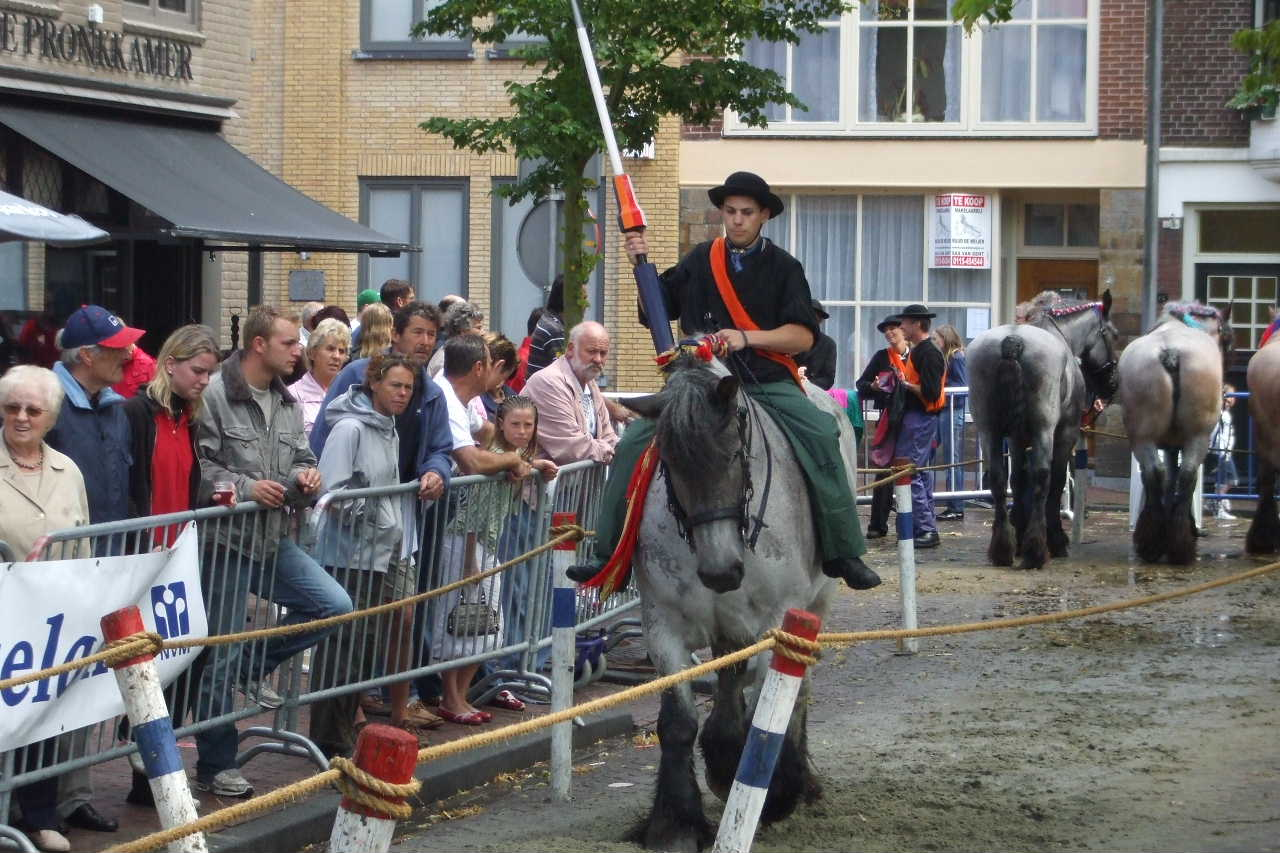
Zeeuwse ringrijder, IJzendijke
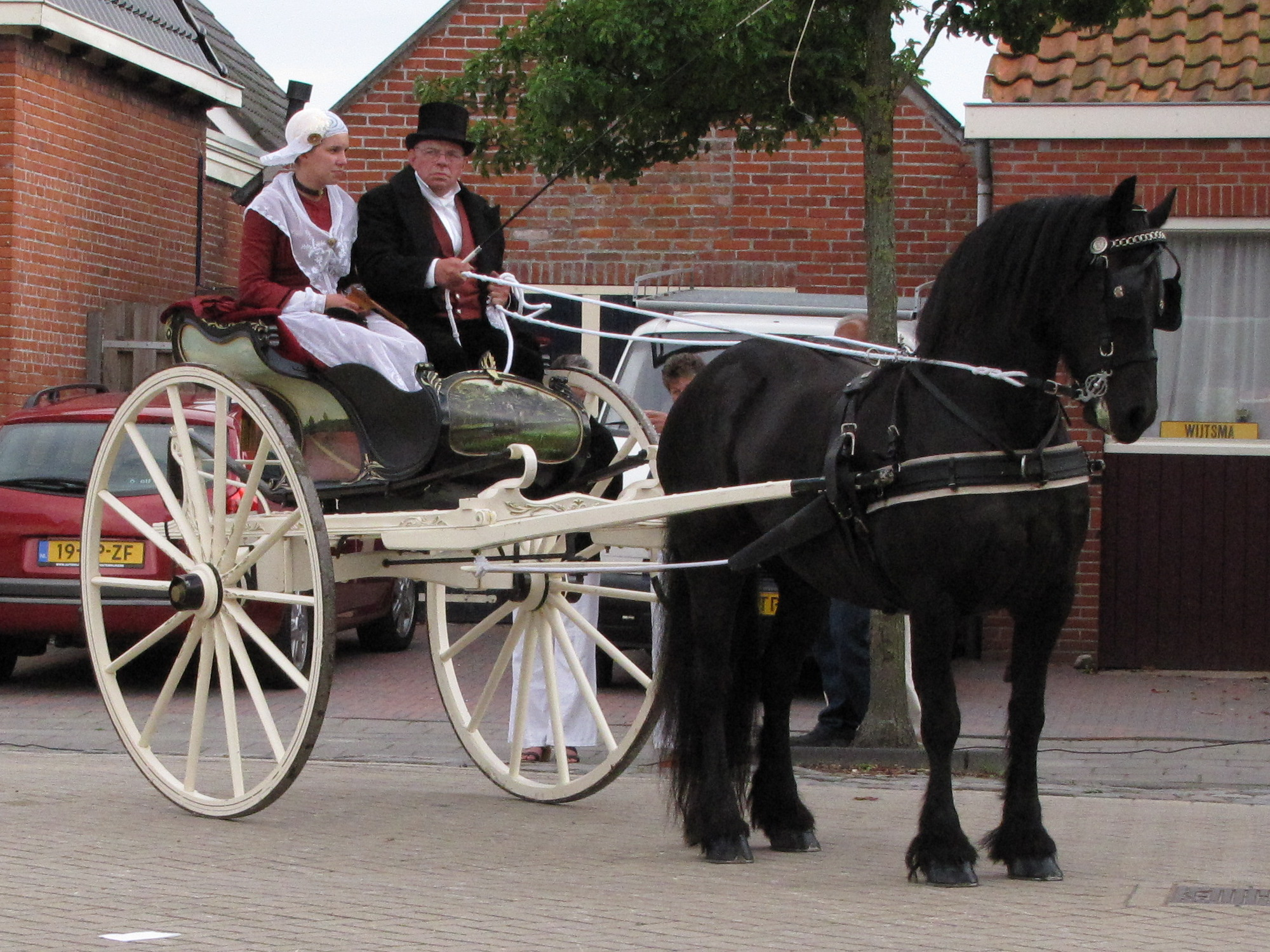
West-Fries ringrijden, Lioessens
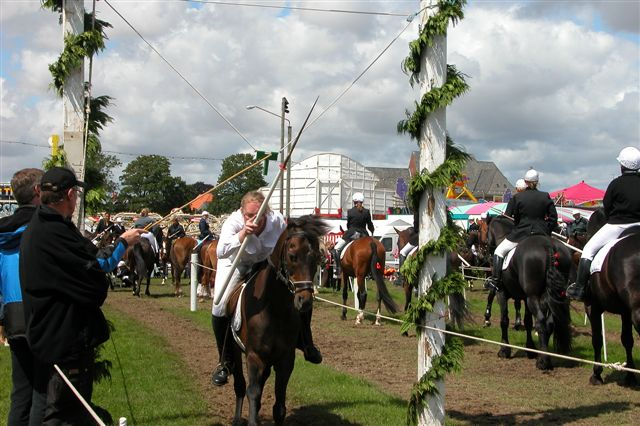
Ringrijden, Sønderborg Denemarken